# Дача Гаусвальд

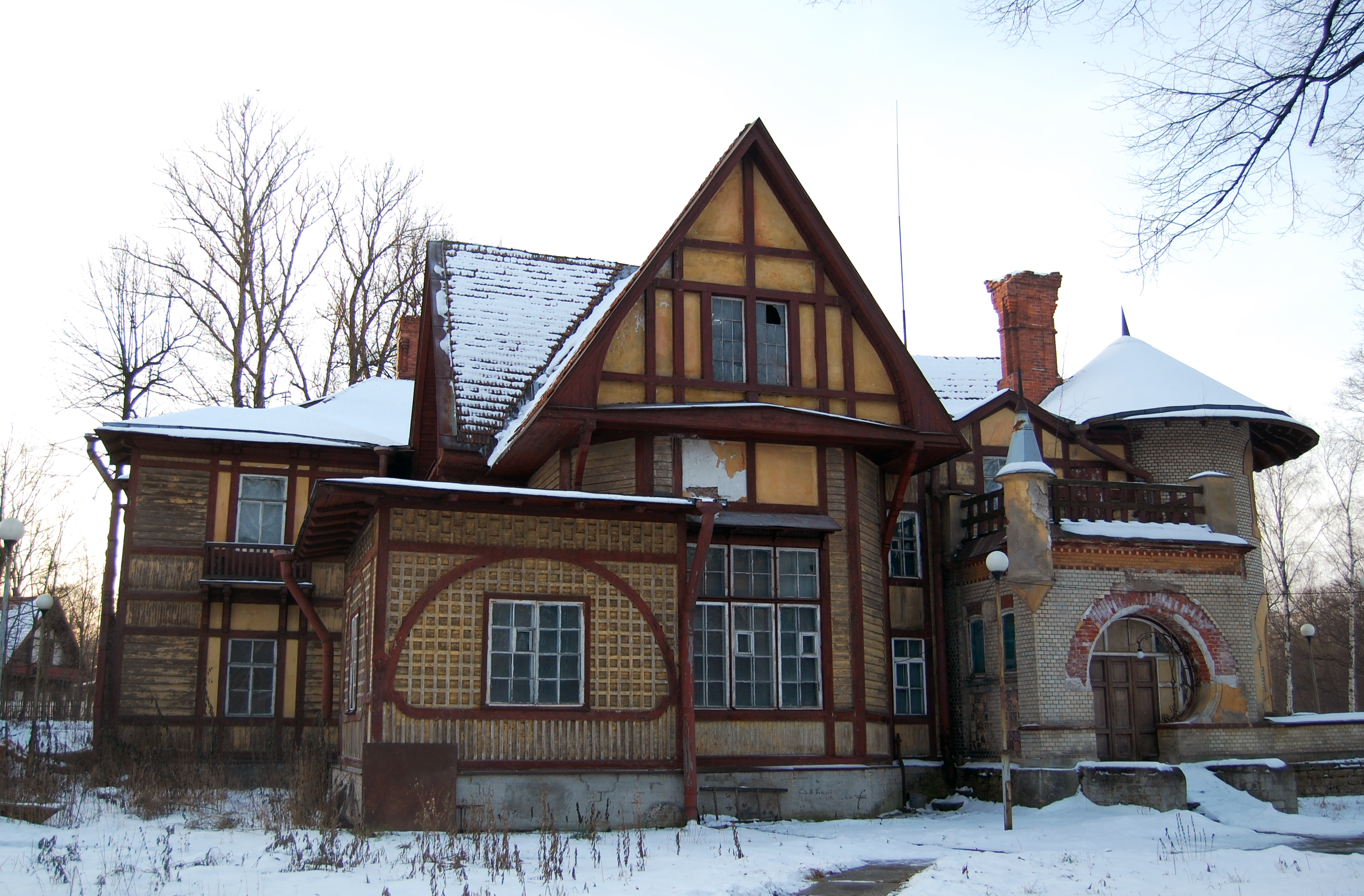
Дача Гаусвальд с восточной стороны, 2008 год

Да́ча Гаусва́льд — особняк на Каменном острове в Санкт-Петербурге (2-я Берёзовая аллея, 32, — Большая аллея, 12—14).
Здание было построено в 1898 году в стиле модерн для жены (по одной из версий, вдовы) булочного мастера Евгении Карловны Гаусвальд. Авторы проекта — архитекторы Владимир Чагин и Василий Шёне. Около 1901 года дачу приобрёл А. П. Демидов. В 1910—1916 годах были выполнены надстройки и пристройки к основному объёму в приёмах и формах модерна.
В 1918 году в особняке разместили 3-ю детскую колонию имени А. В. Луначарского, которая просуществовала здесь до 1923 года. Затем здание много лет занимал санаторий-профилакторий Ленинградского металлического завода.
В начале 1980-х здесь снимали фильм «Приключения Шерлока Холмса и доктора Ватсона» (дом Ирэн Адлер). Кроме того, здание использовалось при съемках фильмов «Дон Сезар де Базан», «Летучая мышь», «Марица», «Без семьи».

году был выполнен комплекс работ по сохранению этого объекта культурного наследия регионального значения, проведена реставрация по проекту и под руководством арх. Н. И. Басс. Ос
Особняк воссоздан, отреставрировано то, что можно было привести в порядок, сделано заново то, что было утрачено.
В 2019 г. в мастерской «Тритон», которая занимается изготовлением и реставрацией витражей и лепного декора из гипса с 2010 года, были воссозданы витражи по одной единственной сохранившейся черно-белой фотографии, сделанной в гостиной особняка для архитектурно-художественного журнала «Зодчий» за 1900 год. Была проведена большая исследовательская работа. Цвета и стекла были подобраны с учётом образцов витражного остекления петербургской архитектуры начала XX в. В нём присутствуют цветное и опалесцентное стекло — известное в России как стекло Тиффани, с разводами и неоднородной окраской в одном фрагменте, круглые рюмочные пятаки, фактурные фрагменты с рельефной поверхностью. Использована классическая техника сборки витражей с применением свинцовой оплетки.
Внешне дача Гаусвальд сменила привычный красно-желтый цвет на бледно-зеленый с ярко-красной кровлей. Жестяную крышу каменной башни заменили чёрным покрытием под черепицу. В то же время внутри памятник архитектуры претерпел серьёзные изменения. Строители заменили фундаменты и освоили подземное пространство под дачей, обновили систему коммуникаций, печи и камины заменили на их имитацию с оригинальной облицовкой.

## Архитектура
Здание двухэтажное, на подвалах, с высоким каменным цоколем, деревянное, частью — кирпичное, сложной объёмно-пространственной композиции из разновеликих объёмов. Основной объём здания деревянный, отделка фасадов, имитирующая фахверк, выполнена обшивкой стен доской или «вагонкой», штукатуркой и окраской. В северо-восточной части здания — объём внешнего тамбура, парапетное ограждение террасы, угловая стилизованная башня — сложены из кирпича. В отделке фасадов применены разнообразные материалы: бутовый камень, облицовочная керамическая плитка «кабанчик», известняк, дерево, керамическая черепица, поливные полихромные изразцы.
Дача Гаусвальд считается первым в России зданием в стиле модерн. Архитектура дома воплотила многие характерные черты стиля — подчёркнутую асимметрию, изломанные линии портала и крыши. Прототипом послужила архитектура английских коттеджей.
В советское время здание неоднократно перестраивалось в связи с изменением его функционального назначения. Самые серьёзные изменения дача претерпела в результате капитального ремонта в 1984 году (утраты декора и отделки интерьеров).

## Новейшая история
В постсоветское время здание перешло во владение коммерческой фирмы и долгое время не отапливалось. К 2008 году дача оказалась в аварийном состоянии. По словам замдиректора «Спецпроектреставрации» М. И. Мильчика, около 85 % конструкций было уничтожено разрушающим древесину белым домовым грибом. Совет по сохранению культурного наследия (март 2008) постановил, что поврежденные деревянные части дачи Гаусвальд должны были быть разобраны. Тем не менее в 2009 году было принято решение провести повторную экспертизу силами «Спецпроектреставрации» и специалистов ЛТА. Заказчиком экспертизы выступил Комитет по охране памятников
К марту 2011 года представители КГИОП объявили об «угрозе обрушения аварийных конструкций» дачи Гаусвальд: участок, примыкающий к каменной башне, поражён гнилью, с первого этажа до крыши, стропила стоят практически без опоры. Чиновники пишут рекомендации по устранению аварийности. Деревянную часть здания планируется разобрать и сжечь, чтобы затем на этом месте появилась новая постройка по проекту архитектора Рафаэля Даянова.
К сентябрю 2017 года информация о сохранности дачи поменялась на противоположную: КГИОП официально объявил, что поражения деревянных частей дачи не настолько велики, как декларировалось ранее, и «основной объём сруба, то есть 70—75 %, может быть сохранён». Эта перемена позиции КГИОП вызвала ряд саркастических публикаций в градозащитной прессе.

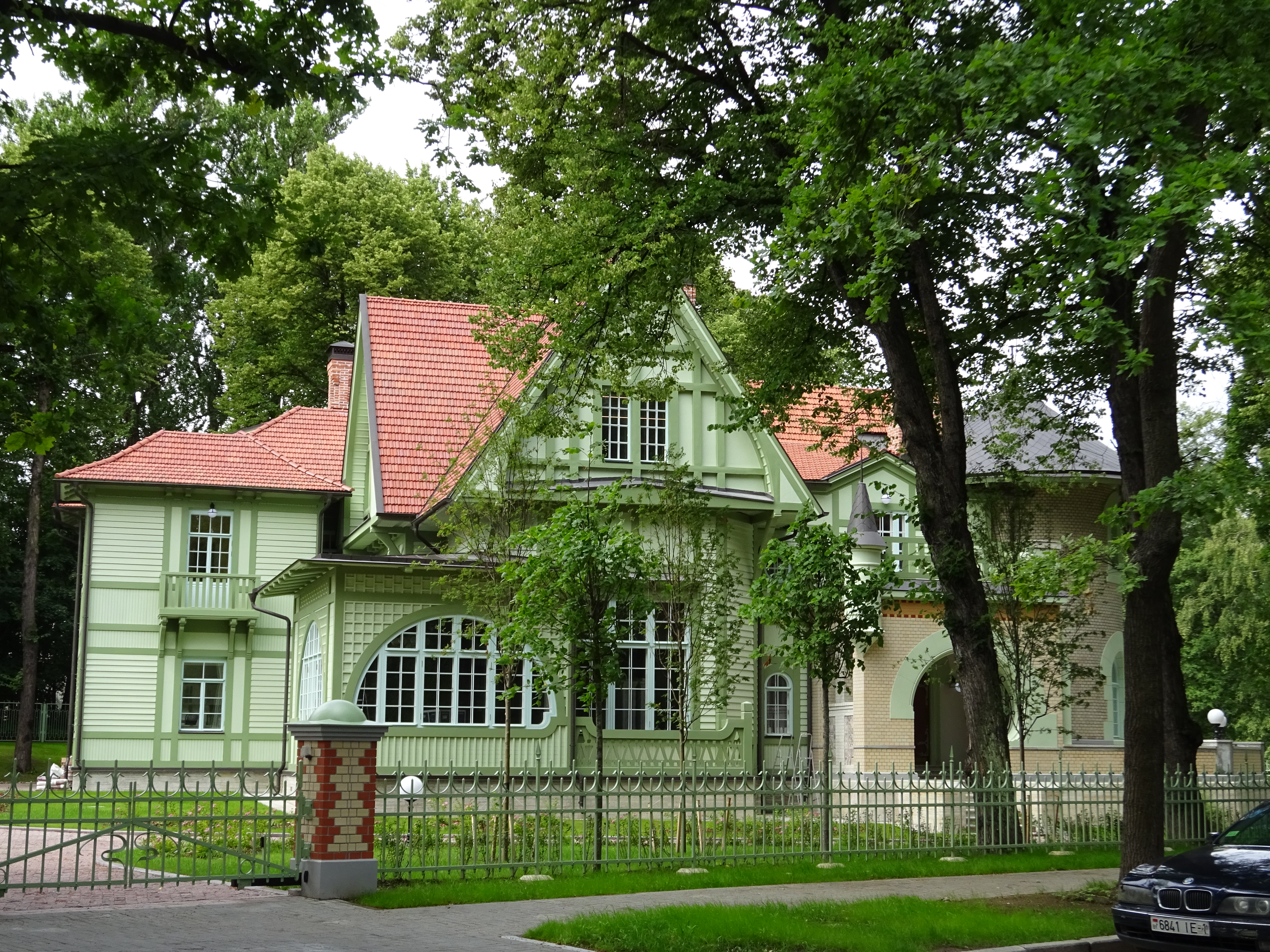
Дача Гаусвальд после реставрации

В октябре 2017 года началась реставрация особняка, завершившаяся в августе 2019 года.

Особняк воссоздан, отреставрировано то, что можно было привести в порядок, сделано заново то, что было утрачено.
В 2019 г. в мастерской «Тритон», которая занимается изготовлением и реставрацией витражей и лепного декора из гипса с 2010 года, были воссозданы витражи по одной единственной сохранившейся черно-белой фотографии, сделанной в гостиной особняка для архитектурно-художественного журнала «Зодчий» за 1900 год. Была проведена большая исследовательская работа. Цвета и стекла были подобраны с учётом образцов витражного остекления петербургской архитектуры начала XX в. В нём присутствуют цветное и опалесцентное стекло — известное в России как стекло Тиффани, с разводами и неоднородной окраской в одном фрагменте, круглые рюмочные пятаки, фактурные фрагменты с рельефной поверхностью. Использована классическая техника сборки витражей с применением свинцовой оплетки.
Внешне дача Гаусвальд сменила привычный красно-желтый цвет на бледно-зеленый с ярко-красной кровлей. Жестяную крышу каменной башни заменили чёрным покрытием под черепицу. В то же время внутри памятник архитектуры претерпел серьёзные изменения. Строители заменили фундаменты и освоили подземное пространство под дачей, обновили систему коммуникаций, печи и камины заменили на их имитацию с оригинальной облицовкой.
Стоимость работ, в результате которых восстановлена большая часть оригинальных деревянных конструкций и здание выкрашено в исторический оливковый цвет, оценивается в 500 миллионов рублей. Дача открыта для посещений, но по согласованию с собственником.